# Mendoza balcanica
Mendoza balcanica är en spindelart som först beskrevs av Josef Kratochvíl 1932.  Mendoza balcanica ingår i släktet Mendoza och familjen hoppspindlar. Inga underarter finns listade i Catalogue of Life.